# Qinmindang

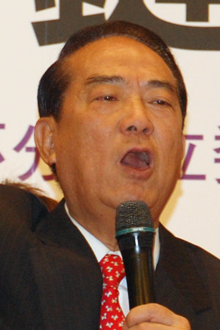
James Soong, Gründer und Parteivorsitzender der Qinmindang, bei einer Wahlkampfveranstaltung 2012

Die Qinmindang (chinesisch 親民黨 / 亲民党, Pinyin Qīnmín Dǎng, englisch People First Party (PFP), deutsch gelegentlich mit „Volksnahe Partei“ übersetzt) ist eine politische Partei in der Republik China auf Taiwan. Sie entstand im Jahr 2000 als Abspaltung aus der Kuomintang (KMT). Politisch gehört sie in das konservative Spektrum.

## Entstehungsgeschichte und politische Positionen
Bei der Präsidentschaftswahl 2000 in der Republik China trat der Gouverneur der Provinz Taiwan James Soong abweichend von der KMT-Parteilinie als unabhängiger Kandidat an. Er wurde daraufhin zusammen mit einigen erklärten Unterstützern aus der KMT ausgeschlossen. Nachdem die Wahl sowohl für ihn als auch für die KMT verloren gegangen war, gründete Soong eine eigene Partei, die Qinmindang (im nicht-chinesischen Ausland meist als PFP, von People First Party abgekürzt), deren Vorsitzender er wurde. Der Parteiname (親民,  Qīnmín), oft übersetzt als „volksnah“, wurde dem konfuzianischen Großen Lernen entlehnt. Die politischen Ziele der PFP ähneln stark denen der KMT. Die Qinmindang war lange Zeit Teil der Pan-blauen Koalition. Sie tritt für eine nationalchinesische Kultur und den wirtschaftlichen und kulturellen Austausch mit dem chinesischen Festland ein. Die volle Unabhängigkeit Taiwans wird abgelehnt.
Seit ihren Anfängen ist die Qinmindang stark von ihrem Gründer und Vorsitzenden James Soong geprägt. Bei der Präsidentenwahl 2004 unterlag Soong als Vizepräsidentenkandidat der Pan-blauen Koalition nur sehr knapp. Nachdem er auch bei der Bürgermeisterwahl in Taipeh 2006 unterlegen war, kündigte Soong seinen Rückzug aus der Politik an und die von ihm gegründete Partei schien einer ungewissen Zukunft entgegenzugehen. Dieser Rückzug fand aber doch nicht statt und auch Verhandlungen über eine Vereinigung von KMT und Qinmindang zerschlugen sich. 2011 kündigte Soong an, bei der Präsidentenwahl 2012 erneut kandidieren zu wollen. Bei dieser Wahl erreichte er landesweit 2,8 % der Stimmen, seine Partei gewann 3 Mandate im 113 Abgeordnete zählenden Parlament bei der am gleichen Tag stattfindenden Wahl zum Legislativ-Yuan. Bei der folgenden Wahl zum Legislativ-Yuan 2016 konnte die Qinmindang diesen Stimmenanteil etwa halten und gewann damit erneut 3 Parlamentssitze.

## Bisherige Wahlergebnisse bei den Wahlen zum Legislativ-Yuan
| Wahl | Gewonnene Sitze | Änderung | Stimmen gesamt | Stimmen in Prozent | Ergebnis                           | Spitzenkandidat |
| ---- | --------------- | -------- | -------------- | ------------------ | ---------------------------------- | --------------- |
| 2001 | 46/225          | ▲ 46     | 1.917.836      | 20,3 %             | in der Opposition                  | James Soong     |
| 2004 | 34/225          | ▼ 12     | 1.350.613      | 14,78 %            | in der Opposition                  | James Soong     |
| 2008 | 1/113           | ▼ 33     | 28.254         | 0,3 %              | Mitglied der pan-blauen Koalition  | James Soong     |
| 2012 | 3/113           | ▲ 2      | 722.089        | 5,49 %             | Mitglied der pan-blauen Koalition  | James Soong     |
| 2016 | 3/113           | ▬        | 794.838        | 6,52 %             | in der Opposition                  | James Soong     |
| 2020 | 0/113           | ▼ 3      | 518.921        | 3,66 %             | nicht im Legislativ-Yuan vertreten | James Soong     |